# Кофман Абрам Рувимович
Абра́м Руви́мович Ко́фман (22 лютого 1909, Київ — невідомо) — український, радянський шахіст, кандидат у майстри спорту, призер чемпіонатів України із шахів.

## Біографія
Абрам Кофман народився та проживав у Києві.
Багаторазовий учасник першостей Києва та України. Чемпіон Києва 1947 року (спільно з Юрієм Сахаровим), срібний призер 1941 року.
Срібний призер чемпіонату України 1944 року, бронзовий (спільно з Борисом Гольденовим) першості України 1945 року.
У складі збірної Української РСР учасник командного чемпіонату СРСР, що проходив у Ленінграді у 1953 році. Його результат на 8-й шахівниці — 3 з 7 очок та 5-те командне місце.
Автор шахових етюдів, композицій, призер ряду конкурсів.
Останній відомий зіграний ним турнір (чемпіонат Києва) датується 1969 роком.
Наразі невідомо дата та місце смерті Абрама Кофмана.

## Турнірні результати

### Результати виступів у чемпіонатах України
Абрам Кофман зіграв у 12 фінальних турнірах чемпіонатів України, набравши при цьому 105 очок зі 197 можливих.
| Рік  | Місто | Турнір                 | + | − | =  | Результат | Місце   |
| ---- | ----- | ---------------------- | - | - | -- | --------- | ------- |
| 1938 | Київ  | 10-й чемпіонат України | 8 | 4 | 5  | 10½ з 17  | 4 — 6   |
| 1944 | Київ  | 13-й чемпіонат України | 8 | 2 | 2  | 9 з 12    | Silver  |
| 1945 | Київ  | 14-й чемпіонат України | 8 | 4 | 2  | 9 з 14    | — 4     |
| 1946 | Київ  | 15-й чемпіонат України |   |   |    | 7 з 17    | 13 — 14 |
| 1947 | Київ  | 16-й чемпіонат України | 6 | 7 | 3  | 7½ з 16   | 9 — 10  |
| 1948 | Київ  | 17-й чемпіонат України | 7 | 6 | 5  | 9½ з 18   | 10      |
| 1949 | Одеса | 18-й чемпіонат України | 5 | 4 | 10 | 10 з 19   | 11      |
| 1950 | Київ  | 19-й чемпіонат України | 6 | 4 | 7  | 9½ з 17   | 6 — 7   |
| 1951 | Київ  | 20-й чемпіонат України | 5 | 5 | 7  | 8½ з 17   | 9       |
| 1953 | Київ  | 22-й чемпіонат України | 7 | 5 | 1  | 7½ з 13   | 7 — 8   |
| 1954 | Київ  | 23-й чемпіонат України | 6 | 7 | 5  | 8½ з 18   | 11 — 13 |
| 1956 | Київ  | 25-й чемпіонат України | 4 | 6 | 9  | 8½ з 19   | 13 — 14 |

### Інші турніри
| Рік  | Місто     | Турнір                   | + | − | = | Результат | Місце   |
| ---- | --------- | ------------------------ | - | - | - | --------- | ------- |
| 1936 | Київ      | Чемпіонат Києва          | 5 | 6 | 2 | 6 з 13    | 8       |
| 1937 | Київ      | Чемпіонат Києва          | 5 | 4 | 3 | 6½ з 12   | 5 — 6   |
| 1939 | Київ      | Чемпіонат Києва          | 5 | 5 | 4 | 7 з 14    | 7 — 9   |
| 1940 | Київ      | Чемпіонат Києва          |   |   |   | з 13      | 7       |
| 1941 | Київ      | Чемпіонат Києва          | 7 | 2 | 3 | 8½ з 12   | Silver  |
| 1947 | Київ      | Чемпіонат Києва          | 8 | 2 | 1 | 8½ з 11   | — 2     |
| 1949 | Київ      | Чемпіонат Києва          |   |   |   | з         | ?       |
| 1951 | Харків    | Півфінал чемпіонату СРСР |   |   |   | з         | ?       |
| 1952 | Київ      | Чемпіонат Києва          |   |   |   | 6½ з 12   | 5 — 7   |
| 1953 | Ленінград | Командний чемпіонат СРСР | 3 | 4 | 0 | 3 з 7     | 5 (ком) |
| 1954 | Київ      | Чемпіонат Києва          |   |   |   | 8½ з 13   | 5       |
| 1955 | Київ      | Чемпіонат Києва          |   |   |   | 5½ з 14   | 11      |
| 1956 | Київ      | Чемпіонат Києва          |   |   |   | 8 з 15    | 9 — 10  |
| 1960 | Київ      | Першість ДСТ «Авангард»  | 2 | 7 | 5 | 4½ з 14   | 13 — 14 |
| 1962 | Київ      | Чемпіонат Києва          |   |   |   | 5½ з 11   | 6 — 7   |
| 1963 | Київ      | Чемпіонат Києва          | 4 | 6 | 4 | 6 з 14    | 12      |
| 1964 | Київ      | Першість ДСТ «Спартак»   |   |   |   | з         | 13      |
| 1969 | Київ      | Чемпіонат Києва          |   |   |   | 4½ з 15   | 13 — 15 |